# Albert Sézary
Albert Sézary, né le 26 décembre 1880 à Alger et mort le 1er décembre 1955 à Paris, est un dermatologue et professeur français, ancien chef de service à l'hôpital Sant-Louis.
Il est connu pour avoir décrit pour la première fois le syndrome de Sézary.

## Biographie
Né en Algérie, Albert Jean Antoine Sézary devient interne des hôpitaux d'Alger en 1901 avant de profiter d'un séjour à Paris en 1903 pour se présenter au concours de l'externat où il est reçu premier. L'année suivante, il arrive 2e au concours de l'internat et devient successivement l'interne de Déjerine et Raymond, puis de Jacquet, Jeanselme. Il aura aussi pour maître Dieulafoy et Landouzy, avant d'obtenir son diplôme de docteur en médecine en endocrinologie en 1909 avec pour thèse Recherches anatomo-pathologiques cliniques et expérimentales sur les surrénalites scléreuses,.
En 1911, il devient chef adjoint de laboratoire de clinique médical de l'Hôtel-Dieu et chef de clinique à l'hôpital Laennec avant d'être mobilisé en 1914. Sur le champ de bataille, il est fait chevalier puis officier de la Légion d'Honneur. Il poursuit sa carrière et devient médecin des hôpitaux en 1921, avant d'être nommé chef de service de dermatosyphiligraphique à l'hôpital Broca et enfin de chef de service à l'hôpital Saint-Louis. En 1927, il devient professeur agrégé,.

## Travaux
En 1938, il désigne pour la première fois une variété de lymphome non hodgkinien leucémisé qui portera plus tard son nom : le syndrome de Sézary.

## Récompenses
- 1917 :  Chevalier de la Légion d'honneur
- 1927 :  Officier de la Légion d'honneur